# Carlos Kalmar

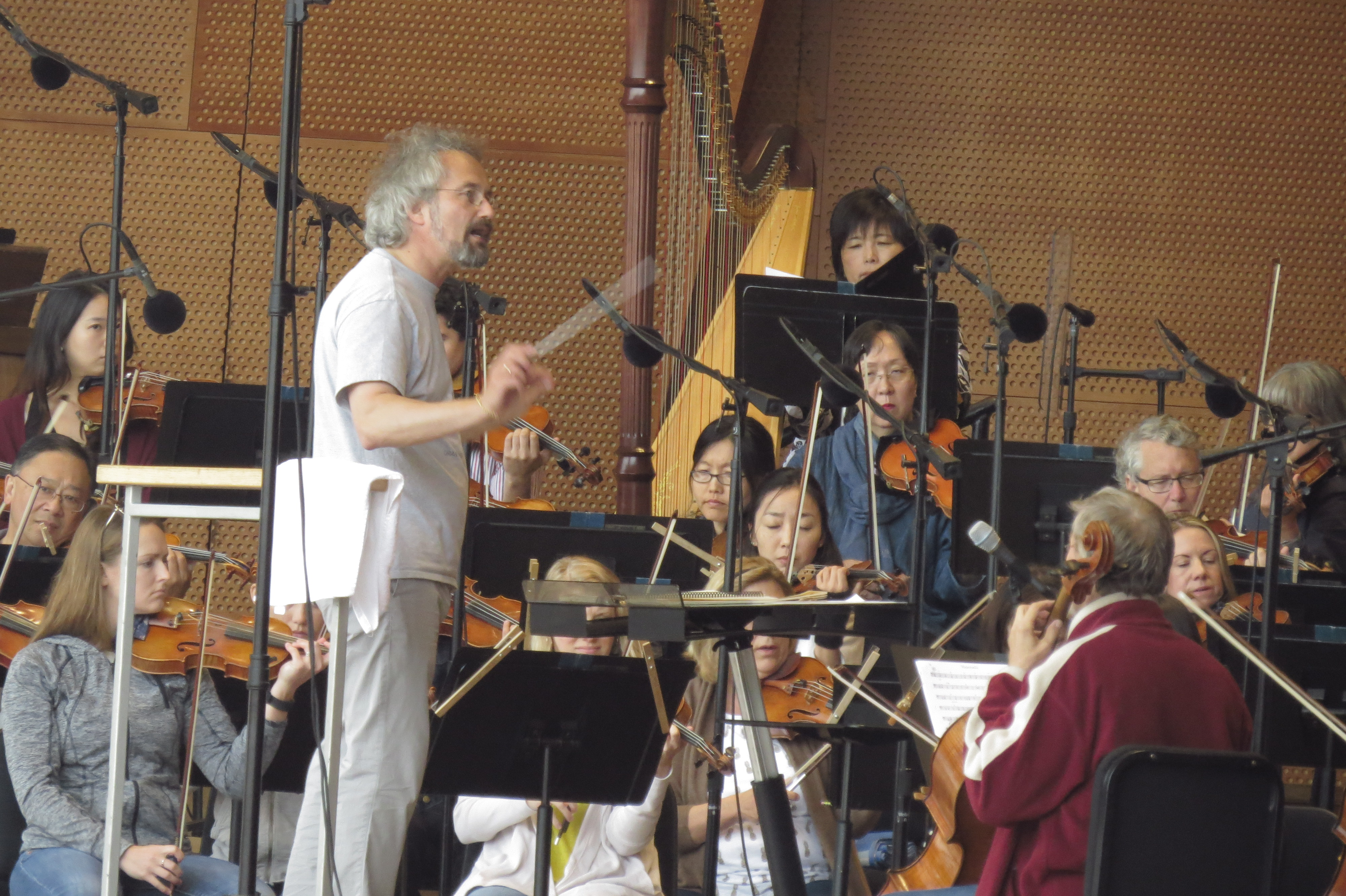
Carlos Kalmar

Carlos Kalmar (* 26. Februar 1958 in Montevideo) ist ein österreichisch-uruguayischer Dirigent.

## Leben
Kalmar begann mit sechs Jahren Geige zu spielen. Nach der Übersiedelung seiner Familie von Uruguay nach Österreich wurde er mit 15 Jahren an der Universität für Musik und darstellende Kunst in Wien aufgenommen, wo er bei Karl Österreicher dirigieren lernte. 1984 wurde er Erster im Hans Swarowsky Wettbewerb für Dirigenten.
Seitdem hatte er zahlreiche Engagements in europäischen Ländern und in Übersee. Außerdem war er von 1987 bis 1992 Chefdirigent der Hamburger Symphoniker, von 1991 bis 1995 Chefdirigent und Generalmusikdirektor der Stuttgarter Philharmoniker, von 1996 bis 2000 Chefdirigent und Generalmusikdirektor der Anhaltischen Philharmonie am Anhaltischen Theater Dessau und von 2000 bis 2003 künstlerischer Leiter und Chefdirigent des Niederösterreichischen Tonkünstlerorchesters. Seit 2000 ist Kalmar Chefdirigent des Grant Park Music Festivals in Chicago, seit 2011 auch dessen künstlerischer Direktor. Seit 2003 ist Kalmar außerdem Musikdirektor des Oregon Symphony Orchestra.